# Теюш
Теюш (рум. Teiuș, венг. Tövis) — город в Румынии в составе жудеца Алба.

## История
Поселения в этих местах существовали ещё во времена Бронзового века.
Первые задокументированные упоминания об этом месте (под названием «Villa Spinarum») относятся к 1290 году. Впоследствии оно упоминается под названиями «Thyues», «Tyuis», «Oppidum Teowys». Во времена правления короля Матьяша Корвина здесь был город под названием «Thywys», но впоследствии он пришёл в упадок, вернувшись к состоянию сельского поселения.
В 1603 году этот населённый пункт стал известной ярмаркой по торговле скотом.
22 декабря 1948 в Теюше совершили свою первую вооружённую акцию — ограбление банка — антикоммунистические гайдуки Николае Дабижи.
15.июля 1994 года Теюш получил статус города.